# Cernețke, Lebedîn
Cernețke (în ucraineană Чернецьке) este un sat în comuna Budîlka din raionul Lebedîn, regiunea Sumî, Ucraina.

## Demografie
Componența lingvistică a localității Cernețke
     Ucraineană (99,33%)
     Alte limbi (0,67%)
Conform recensământului din 2001, majoritatea populației localității Cernețke era vorbitoare de ucraineană (99,33%), existând în minoritate și vorbitori de alte limbi.